# Chyże, West Pomeranian Voivodeship
Chyże [ˈxɨʐɛ] (tiếng Đức: Kietz) là một khu định cư ở khu hành chính của Gmina Bierzwnik, thuộc quận Choszczno, West Pomeranian Voivodeship, ở phía tây bắc Ba Lan. Nó nằm khoảng 11 kilômét (7 mi) về phía đông bắc của Bierzwnik, 29 km (18 mi) ở phía đông Choszczno và 89 km (55 mi) về phía đông nam của thủ đô khu vực Szczecin.
Trước năm 1945, khu vực này là một phần của Đức. Đối với lịch sử của khu vực, xem Lịch sử của Pomerania.